# Savignano sul Rubicone (przystanek kolejowy)
Savignano sul Rubicone (wł. Stazione di Savignano sul Rubicone) – przystanek osobowy w Savignano sul Rubicone, w prowincji Forlì-Cesena, w regionie Emilia-Romania, we Włoszech. Znajduje się na linii Bolonia – Ankona.
Według klasyfikacji Rete Ferroviaria Italiana ma kategorią srebrną.

## Charakterystyka
Stacja wyposażona jest w dwukondygnacyjny budynek pasażerski, z którego tylko parter jest udostępniony publiczne. W środku znajdują się automaty biletowe, poczekalnia. Na perony można się dostać poprzez przejście podziemne wyposażone w windy.

## Linie kolejowe
- Linia Bolonia – Ankona